# Kultura bogaczewska

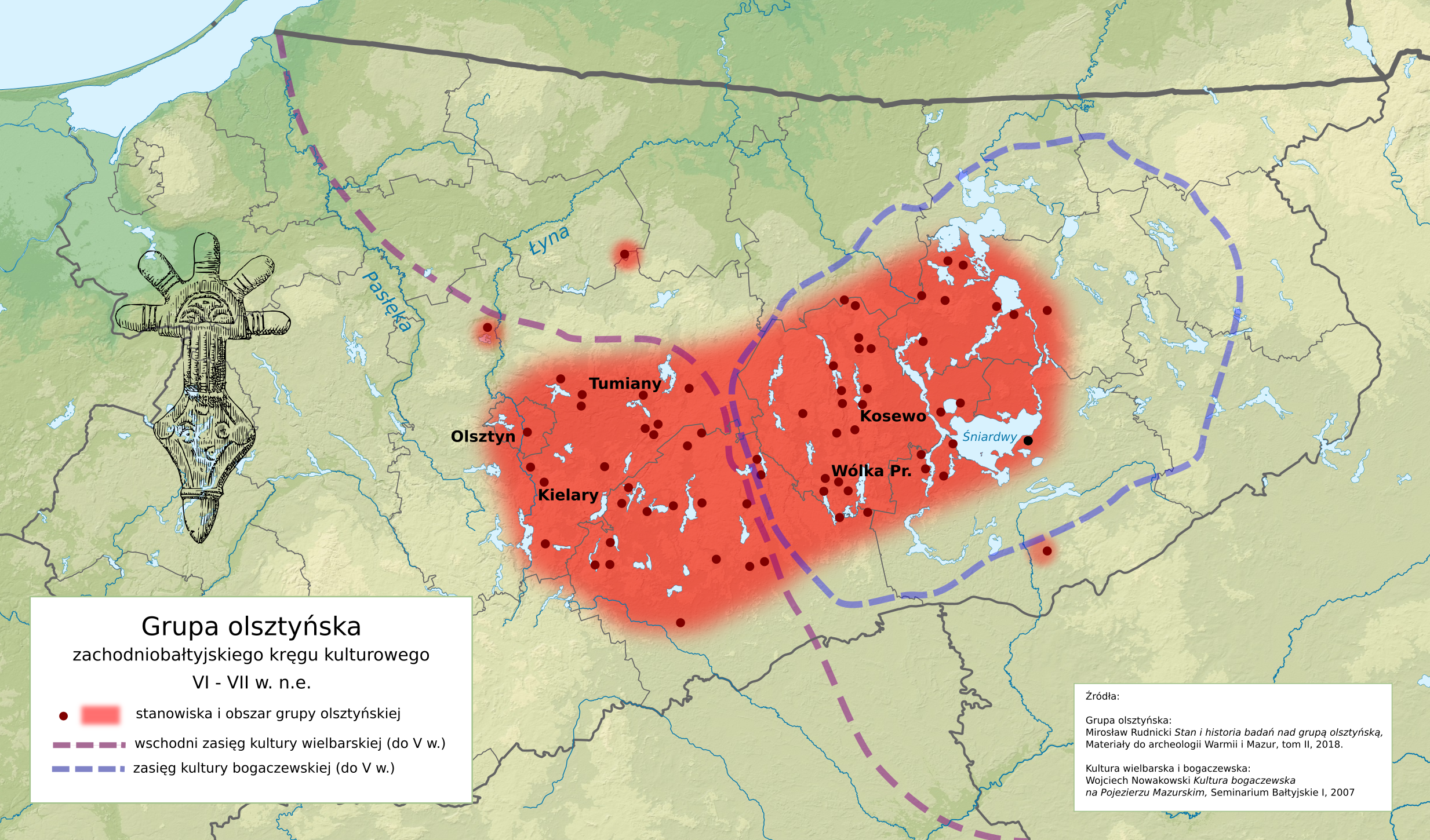
Zasięg stanowisk grupy olsztyńskiej (VI-VII w.) oraz kultury wcześniejsze: wielbarska i bogaczewska (do V w.).

Kultura bogaczewska – kultura archeologiczna epoki żelaza na terenie północno-wschodniej Polski. Jej nazwa pochodzi od stanowiska archeologicznego w Bogaczewie koło Giżycka. Należy do kręgu kultur zachodniobałtyjskich.

## Chronologia – geneza i zanik
Stanowiska tej kultury datowane są od początku okresu wpływów rzymskich po początek okresu wędrówek ludów (tj. mniej więcej od przełomu er po koniec IV wieku). Wykształciła się na bazie wcześniejszej kultury kurhanów zachodniobałtyjskich datowanej na wczesną epokę żelaza pod silnym wpływem latenizacji.
Znaleziska kultury bogaczewskiej zanikły we wczesnym okresie wędrówek ludów, a więc w ciągu V wieku (być może na jego początku), natomiast w późnym okresie wędrówek ludów (od końca V wieku) zastępuje ją tzw. grupa olsztyńska.

## Obszar występowania i kontekst kulturowy
We wczesnym okresie wpływów rzymskich (I-II w. n.e) kultura bogaczewska obejmowała swoim zasięgiem Pojezierze Mrągowskie, północną część Równiny Mazurskiej, Krainę Wielkich Jezior Mazurskich, pojezierze Ełckie, Suwalskie oraz zachodnią część równiny augustowskiej. Pojedyncze grupki ludności tej kultury przenikały aż na Litwę, nad Niemen.
Pod koniec II wieku kultura bogaczewska wycofała się z terenów na wschód od Krainy Wielkich Jezior Mazurskich, bowiem na wschodnich Mazurach i Suwalszczyźnie powstała wówczas kultura sudowska.

## Charakterystyczne wytwory kulturowe
W młodszym okresie wpływów rzymskich na jej terenach znajdowało się jedno z centrów wytwarzania przedmiotów metalowych zdobionych emalią, czyli roztopionym szkłem, najczęściej czerwonym lub żółtym.

## Obrządek pogrzebowy
Ludność kultury bogaczewskiej chowała swoich zmarłych na cmentarzyskach płaskich, w grobach ciałopalnych. Częste są pochówki popielnicowe (urny przykrywane zwykle misami) ale występują też groby bezpopielnicowe. W grobach ludzkich odkrywane są metalowe ozdoby (zapinki, szpile, bransolety, paciorki), części pasów (sprzączki, okucia pasa), elementy uzbrojenia (umba od tarczy, groty włóczni) oraz rzadziej narzędzia.
Na cmentarzyskach pojawiają się również szkieletowe pochówki koni (jest to zwyczaj ludów zachodniobałtyjskich). Przy szczątkach koni znajdywane są pozostałości rzędu (wędzidła, sprzączki od wodzy i siatki ogłowia) oraz niekiedy zabytki służące do pielęgnacji (nożyce).

## Gospodarka i społeczeństwo
Ludność kultury bogaczewskiej zamieszkiwała w niewielkich osiedlach, położonych zwykle na niewysokich wzgórzach nad brzegami rzek lub jezior. Osady składały się z jednego lub kilku gospodarstw. Grupa mieszająca w osiedlu mogła liczyć od kilkunastu do około 30 osób. Po kilkunastu (kilkudziesięciu) latach grupa porzucała osadę i przenosiła się w inne, niedalekie miejsce, wciąż użytkując to samo długotrwałe cmentarzysko. Najlepiej przebadane archeologicznie osady znajdują się w Wyszemborku koło Mrągowa i w Paprotkach-Kolonii koło Giżycka.
Ludność kultury bogaczewskiej prowadziła ożywione kontakty z ludnością kultury przeworskiej (przede wszystkim ze strefy Mazowsza), kultur wschodniobałtyjskich oraz pośrednio z państwem rzymskim. Nastąpił duży rozwój lokalnej produkcji brązowniczej i emalierskiej.